# Raphael (cantante italiano)
Raphael, pseudonimo di Raphael Nkereuwem (Savona, 7 novembre 1986), è un cantante, chitarrista e compositore italiano.

## Biografia
Nato a Savona da padre nigeriano e madre italiana, inizia il suo percorso musicale nel 2002, quando ancora teenager fonda la reggae band Eazy Skankers. 
Negli anni la formazione colleziona importanti apparizioni in festival come Rototom Sunsplash e Arezzo Wave, centinaia di concerti e due album totalmente autoprodotti: “To The Foundation” registrato nel 2008 a Kingston, Jamaica, presso il leggendario Tuff Gong Studio e “Changes” 2011 registrato e mixato al Dub the demon studio di Madaski degli Africa Unite.
Nel 2010 crea un nuovo progetto con Bunna degli Africa Unite chiamato “Double Trouble”, un tributo acustico a Bob Marley insieme al cantautore ligure Zibba, e inizia a esibirsi anche in showcase, spesso con il sound genovese Groove Yard. Nello stesso anno comincia anche la collaborazione con l’etichetta modenese Bizzarri Records, con la quale nel 2012 pubblica il primo EP da solista ”My name is Raphael”.
L’attività solista prosegue con la realizzazione di numerosi singoli per svariate label italiane ed estere (alcuni pubblicati su vinile come “Good Old Vibes” per l’inglese Peckings Records), una sigla per Radio 105, e culmina con l’uscita del suo album di debutto solista, ”Mind Vs Heart”, prodotto dall’etichetta viennese Irievibrations Records e pubblicato nell’ottobre 2013. L’album contiene i featuring con il giamaicano Skarramucci e il francese Tiwony, ed è il frutto della collaborazione di Raphael con produttori come Syrix, Reggaesta, Nite Lite, Leo Bizzarri, Andrea Bottaro degli Eazy Skankers, che hanno suonato in alcuni brani. Il videoclip del singolo di lancio, “Soundblaster”, conta oggi più di 600.000 visualizzazioni e il disco ha ricevuto un ottimo riscontro di pubblico e critica.
Nel 2014 parte il Mind Vs Heart Tour: più di 150 concerti in 15 paesi in tutta Europa e Sud America, talvolta in showcase, spesso supportato da band come Eazy Skankers, gli austriaci Fireman Crew, o la band belga Asham.
Nel 2015 Raphael è nella line up del “Better Run Riddim” prodotto dai Dub Inc insieme a nomi del calibro di Kimany Marley e Morgan Heritage, è ospite nell’ultimo disco degli Africa Unite nel brano “Pure Music, Today”, e fa uscire il mixtape ”Here Comes The Soundblaster” in combo con il sound tedesco Sentinel. Il tour estivo prevede decine di concerti in tutta Europa, e prestigiose aperture come quella a Manu Chao, davanti ai 40.000 presenti all’autodromo di Monza, o quella a Jimmy Cliff al Goa Boa di Genova.
Il 2016 si apre con il singolo e videoclip “Joka Soundboy“, a fianco del leggendario singer giamaicano Triston Palma, che anticipa il secondo album di inediti di Raphael, “Reggae Survival”.  L’album è un progetto moderno ed attuale, dalle forti radici roots e dal grande respiro internazionale, un vero e proprio meltin’pot culturale unito dalle potenti vibrazioni di questa musica: registrato e mixato tra Jamaica, Stati Uniti e Italia, prodotto da Don Sugar (Usa) e dallo stesso Raphael, con il supporto di Bizzarri Records (It) e della etichetta francese Irie Ites. Dopo il tour dell'album del debutto solista, che lo ha visto esibirsi in quasi tutti i paesi europei, Messico e Jamaica, con “Reggae Survival” Raphael fa un ulteriore passo in avanti nella propria carriera, esibendosi anche in California e intraprendendo un nuovo tour live con una nuova band, the Survivors che comprende anche i musicisti della Smoke Orchestra già band di Nina Zilli.
Dal 2018 entra nella famiglia Aretuska capitanata da Roy Paci, come secondo frontman nei concerti live, ed è tra i 69 finalisti per “Sanremo Giovani 2018” con il brano dalle sonorità soul “Figli delle lacrime” scritto insieme a Zibba, pubblicato il 18 dicembre 2018 su tutte le piattaforme digitali dall’etichetta Platonica. 
Un secondo singolo con videoclip, “Quando sto con te” viene pubblicato dall’etichetta Platonica sempre sotto la produzione di Zibba nel 2019. A maggio partecipa al talent show televisivo The Voice of Italy, superando la blind audition in onda su Rai 2.
Nel 2020 Raphael ritorna a collaborare con Leo Bizzarri con i singoli ‘Vento e Fuoco’ e ‘Solo’, mentre nel 2021 escono "Pianeti" e "Summer night", quest’ultimo con dj Aladyn, in rotazione su Radio Deejay.

## Discografia

### Discografia con Eazy Skankers
- 2009 - To the Foundation (Jahmekya Music)
- 2011 - Changes

### Album in studio
- 2013 - Mind Vs Heart (Irievibrations Records)
- 2015 - Reggae Survival – (Sugar Cane Records)

### Collaborazioni
- 2011 - Zibba & Raphael – “Double Trouble” Feat. Bunna – Double Trouble (Reggae Ways Rec.) Lp

### Singoli
- 2010 - In Love With Di Ras – No Glory Riddim (Bizzarri Rec.)
- 2010 – Number One – Everywhere I Go Riddim (Bizzarri Rec.)
- 2010 – So High – African Herbs Riddim (Bizzarri Rec.)
- 2011 - The Message – Meeting Riddim (Eleven Beats Rec.)
- 2011 - Nuh Follow Dem – Follow Dem Riddim (Eleven Beats Rec.)
- 2011 - Cyaan Sell Mi Soul – Anima Riddim (Filomuzik Rec.)
- 2011 - Alex Guesta Feat. Raphael – Ready Or Not (Here I Come) – (Bootylicious Rec.)
- 2011 - Go Down Babylon – Shanty Yard Riddim – (U Elettronicu Prod.)
- 2011 - Alex Guesta Feat. Raphael – Music Is Love – (M.O.D.A.) 2011
- 2011 - Total Distruction – Premonitions Riddim – (Friendly Fire Music)
- 2011 - World A Crumble – (Soulove Records)
- 2012 - Good Old Vibes – (Peckings Records) 2012
- 2012 - Black & White – Ready Right Now Riddim – ( Ambassa- Goldcup Rec.)
- 2012 - Inna Dis Ya Time – Jungle Skunk Riddim – (Irievibrations Records)
- 2012 - Raphael Vs Nancy Sinatra – Bang Bang – (Reggaesta Prod.)
- 2012 - Life Goes On – Long Time Riddim (Special Delivery Music)
- 2012 - If Jah Is With You – Rub A Dub Market Riddim (Irievibrations Records)
- 2012 - Never Let It Go – Worldwide Love Riddim (Flash Hit Rec.)
- 2013 - What a Blessing - Impossible Riddim
- 2014 - No Haffi Bother – (Irievibrations Records)
- 2014 - Till A Morning – (Bizzarri Records)
- 2015 - Raphael Feat. Triston Palma – Joker Soundbwoy – (Sugar Cane Records)
- 2015 - Soundblaster – Mixtape” – (Sentinel)
- 2015 - Raphael feat. Escobar – Wake Up [Remix] – (INRI Records)
- 2018 - Raphael – Figli delle lacrime
- 2019 -  Raphael – Quando sto con te
- 2020 - Raphael – Vento e fuoco – (Bizzarri Prod / Senza Dubbi)
- 2020 - Friendly Fire Band – Come a little closer – (Friendly Fire Music)
- 2020 - Solo – (Bizzarri Prod. / Senza Dubbi)
- 2021 - Raphael feat. Miriam Masala – Pianeti – (JF Prod / Senza Dubbi)
- 2024 - Pier Caruso Feat. Raphael - Ancora un po'

## Premi e riconoscimenti
- 2005 - Italian Reggae Contest del Rototom Sunsplash.
- 2006 - Arezzo Wave Contest dell'Arezzo Wave.
- 2011 - Italian Reggae Contest del Rototom Sunsplash.